# Olympische Winterspiele 2006/Teilnehmer (Kasachstan)
| Gelbes Symbol für Goldmedaillen mit stilisierten Olympischen Ringen | Graues Symbol für Silbermedaillen mit stilisierten Olympischen Ringen | Braundes Symbol für Bronzemedaillen mit stilisierten Olympischen Ringen |
| ------------------------------------------------------------------- | --------------------------------------------------------------------- | ----------------------------------------------------------------------- |
| —                                                                   | —                                                                     | —                                                                       |

Kasachstan nahm an den Olympischen Winterspielen 2006 im italienischen Turin mit einer Delegation von 67 Athleten teil.

## Flaggenträger
Der Eishockeyspieler Alexander Koreschkow trug die Flagge Kasachstans während der Eröffnungsfeier, bei der Schlussfeier wurde sie vom Skispringer Radik Schaparow getragen.

## Teilnehmer nach Sportarten

### Biathlon
- Alexander Tscherwjakow
- Anna Lebedewa

### Eishockey
| Torhüter: - Witali Jeremejew - Witali Kolesnik - Kirill Sinowjew Verteidiger: - Wladimir Antipin - Artjom Argokow - Jewgeni Blochin - Alexei Koledajew - Oleg Kowalenko - Jewgeni Pupkow - Andrei Sawenkow - Denis Schemelin - Alexei Wassiltschenko | Stürmer: - Sergei Alexandrow - Nikolai Antropow - C - Dmitri Dudarew - Alexander Koreschkow - Jewgeni Koreschkow - Andrei Ogorodnikow - Fjodor Polischtschuk - Andrei Ptscheljakow - Andrei Samochwalow - Konstantin Schafranow - Andrei Troschtschinski - Dmitri Upper |

### Eisschnelllauf
- Dmitri Babenko
5000 m, Herren: 23. Platz – 6:42,25 min; +27,57 s
- Alexei Beljajew
- Wladimir Kostin
- Sergei Pronin
- Natalja Rybakowa
- Wladimir Scherstjuk
- Alexander Schigin

### Freestyle-Skiing
Damen
- Julija Rodionowa
Buckelpiste: 28. Platz; 16,76 Punkte in der Qualifikation
- Darja Rybalowa
Buckelpiste: 25. Platz; 18,70 Punkte in der Qualifikation

Herren
- Dmitri Reicherd
Buckelpiste: 33. Platz; 18,33 Punkte in der Qualifikation

### Ski alpin
- Wera Jeremenko
- Wiktor Rjabtschenko

### Ski nordisch
- Jelena Antonowa
- Andrei Golowko
- Natalja Issatschenko
- Oxana Jazkaja
- Dmitri Jerjomenko
- Iwan Karaulow
- Nikolai Karpenko
- Jelena Kolomina
- Andrei Kondryschew
- Alexei Koroljow
- Jewgeni Koschewoi
- Denis Kriwuschkin
- Swetlana Malachowa-Schischkina
- Maxim Odnodworzew
- Alexei Poltoranin
- Jewgeni Safonow
- Radik Schaparow
- Darja Starostina
- Nikolai Tschebotko
- Sergei Tscherepanow
- Jewgenija Woloschenko